# 天主教善牧基金會
財團法人天主教善牧社會福利基金會（英語：Good Shepherd Social Welfare Foundation），簡稱天主教善牧基金會，是中華民國的一個全国性基金會，1990年由天主教善牧修女會於台灣建立。以兒童少年服務、婦幼保護服務、單親及收出養服務、新移民家庭服務、原住民家庭服務、防治人口販運服務為其主要工作項目。

## 歷史
1987年，由於台灣的雛妓問題，起源於法國的善牧修女會受天主教台北總教區主教的邀請來台服務；1990年，善牧修女會正式向台北市政府社會局登記「財團法人天主教台北教區附設善牧修女會」立案，開始一連串的實務工作。之後為了符合台灣相關社福法令，善牧修女會在1994年成立「財團法人台北市天主教善牧社會福利事業基金會」。後因業務開始擴大，1997年向中華民國內政部立案，成為全國性的基金會，並更為現名。

## 外部連結
- 天主教善牧社會福利基金會 （页面存档备份，存于）
- 天主教善牧社會福利基金會的Facebook專頁
- YouTube上的天主教善牧社會福利基金會頻道